# Епархия Путура
Епархия Путура (лат. Eparchia Puthurensis) — епархия Сиро-маланкарской католической церкви c центром в городе Путур, Индия. Епархия Путура входит в митрополию Тируваллы. Кафедральным собором епархии Путура является Про-кафедральный собор Святой Марии.

## История
25 января 2010 года Римский папа Бенедикт XVI учредил епархию Путура, выделив её из епархии Батери.

## Ординарии епархии
- епископ Geevarghese Divannasios Ottathengil (2010 — по настоящее время).

## Источник
- Annuario Pontificio, Libreria Editrice Vaticana, Città del Vaticano, 2003, стр. 913, ISBN 88-209-7422-3